# عزیزم (ترانه جاستین بیبر)
«عزیزم» (به انگلیسی: Baby) تک‌آهنگی از جاستین بیبر، خوانندهٔ اهل کانادا است. این ترانه در ۱۸ ژانویه ۲۰۱۰  منتشر شد و اولین تک‌آهنگ از اولین آلبوم استودیویی او با نام دنیای من ۲٫۰ است.
موزیک ویدئوی بیبی در ژوئیهٔ ۲۰۱۰ به تماشاشده‌ترین ویدئوی تاریخ یوتیوب تبدیل شد، اما در ۲۴ نوامبر ۲۰۱۲ موزیک ویدئوی «گانگنام استایل» از سای، خوانندهٔ کره‌ای، توانست رکورد آن را بشکند. موزیک ویدئوی این ترانه برای مدتی طولانی، منفورترین ویدئوی تاریخ سایت یوتوب بود، اما در ۱۳ دسامبر ۲۰۱۸ این مقام به ویدئوی یوتیوب ریوایند ۲۰۱۸: همه ریوایند را کنترل می‌کنند رسید.